# Terpsitone
El terpsitone fue un instrumento musical electrónico diseñado por el físico ruso Lev Serguéievich Termen (quien luego afrancesó su nombre a León Thérémin).
El terpsitone fue el desarrollo del teremín. El funcionamiento básico del terpsitone era el mismo que el del teremín, pero ya no era sólo el brazo el que generaba la nota musical, sino que todo el cuerpo desempeñaba un papel importante y el sonido se generaba a partir de movimientos coreográficos, es decir, bailando.
El receptor ya no eran dos antenas, sino una plancha metálica aislada debajo de la plataforma de baile, que era la que registraba el movimiento del cuerpo y los convertía en tonos (notas). El ejecutante sólo poseía control sobre el tono, el vibrato y el volumen los controlaba un operador desde detrás del escenario.
La famosa firma estadounidense RCA fabricó 500 unidades del Modelo RCA Theremin.
El teremín fue presentado en sociedad el 1 de abril de 1932 en el Carnegie Hall, ante una gran expectativa. A pesar de ello, el terpsitone sólo se utilizó una vez más, en una demostración en la Universidad de Columbia. Clara Rockmore interpretó el Ave María de Bach acompañada por el arpista Carlos Salcedo. Tras esta demostración, el terpsitone fue engullido por la historia.